# Joan Font Bertoli
Joan Font Bertoli (Villanueva y Geltrú, Barcelona, 31 de agosto de 1985) es un ciclista español y piloto del tándem paralímpico de Ignacio Ávila. Triple campeón mundial y medallista en los Juegos Paralímpicos de RIO2016. Compite en las pruebas de Ciclismo en ruta, Contrarreloj y Persecución 4 km en pista.
Empezó a competir en ciclismo en 2001, siendo campeón de España del kilómetro en 2003 y destacado ciclista catalán tanto en carretera, pista como ciclocrós. En 2013 da un cambio radical a su carrera deportiva al ser piloto del tándem paralímpico de Ignacio Ávila. Desde que formaron ese tándem ya son triple campeones del mundo y medalla de plata en los Juegos Paralímpicos de RIO 2016.